# Untouchable (roman)
 (octobre 2015).
Si vous disposez d'ouvrages ou d'articles de référence ou si vous connaissez des sites web de qualité traitant du thème abordé ici, merci de compléter l'article en donnant les références utiles à sa vérifiabilité et en les liant à la section « Notes et références ».
Pour les articles homonymes, voir Untouchable.
Untouchable est un roman écrit par Mulk Raj Anand, publié en 1935. Grâce à ce roman, Anand a été reconnu comme un écrivain de langue anglaise en Inde.
Cette œuvre est inspirée par le fait que sa tante a partagé un repas avec une femme musulmane, ce qui eut pour conséquence que sa famille la considéra comme une hors-caste. L’intrigue de ce roman, le premier d’Anand, se déroule autour de l’argument de l’abolition du système de caste en Inde. Il s’agit d’une journée dans la vie de Bakha, un jeune « homme de ménage », qui est intouchable à cause de son travail qui consiste à nettoyer les latrines.

## Publication
La première édition de ce livre est parue en 1935. Les éditions suivantes comprenaient une préface par E. M. Forster. En 2004, une édition commémorative a été lancée par le Premier ministre de l’Inde, Manmohan Singh.